# النظام الانتخابي في سوريا 1928
النظام الانتخابي في سوريا 1928، هوأول نظام انتخابي طبّق فعليًا في البلاد بعد الاستقلال عن الدولة العثمانية، والنظام الوحيد الذي كان يتمّ على درجتين، وألغي بضغط جماهيري عام 1947، ليستبدل بنظام الانتخاب المباشر، على درجة واحدة؛ ولاحقًا منذ إقرار دستور 1950 بات النصّ على كون الانتخاب على درجة واحدة، مدرجًا في الدستور.

## تركيبته
يقوم نظام الدرجتين على تصويت المدعوين «ناخبين ثانويين» لانتخاب «ناخبين أوليين»، ليقوم الناخبون الأوليون بانتخاب النواب. يكون انتخاب الناخبين الأوليين على أساس الدائرة الصغرى، أي القرية أو الحي، بينما يجتمع الناخبون الأوليون على مستوى المحافظة لاتنخاب النواب عن المحافظة وذلك بالأغلبية المطلقة من المجمع الانتخابي للمحافظة. أما عن الناخبين، فحسب هذا النظام كما أقرّ في سوريا، فهم الذكور السوريين الذين تجاوزوا العشرين من العمر فحسب، وطبقًا لدستور 1930 يجب «تمثيل الأقليات» وكذلك في التطبيق البدو الرحل حسب نسبتهم العددية بتخصيص مقاعد لهم في البرلمان، وهو ما استمرّ معمولاً به في النظام التالي بطرق مختلفة.
كان عدد النواب في البرلمان بموجب هذا النظام 68 عضوًا فقط حتى انتخابات 1943 حين رفع العدد إلى 124؛ النظام منح كل مائة ناخب ثانوي حق انتخاب ناخب أولي. وصف هذا النظام بأنه «كرّس المناطقية، والطائفية، وسيطرة العائلات على الحياة السياسية»، في التطبيق لم يكن الناخبون الأوليون يؤمنون أغلبية مطلقة لتأمين انتخاب النواب ما يتقاضوا مبالغ مالية من المرشحين، فضلاً عن تعرضهم لضغوط من كبار ملاك الأراضي في الريف، أو سواهم من الشخصيات البارزة، وما عمّق الأمر، كون الناخب الأولي حرّ بالتصويت، وغير محدود برغبة ناخبيه الثانويين «وإن تأثير عموم المواطنين السوريين على الناخبيين السوريين قليل ومحدود».

## إنهاء النظام
بعد الاستقلال عام 1946، ظهرت مطالبات جماهيرية بنظام أكثر تمثيلية وأوفر عدالة في سوريا، نوقشت القضية منذ حكومة الجابري الثانية، وتمعقت المطالبات الجماهيرية بإقرار نظام انتخابي جديد، ووعدت الحكومة «بدراستها جديًا»؛ غالبية أعضاء البرلمان، وكذلك حزب الغالبية أي الكتلة الوطنية، رفض أي تغيير في النظام الانتخابي «حرصًا على مقاعدهم»، أحمد السمان، عميد كلية الحقوق في الجامعة السورية، قال أنه «من الخطير منح حق التصويت لجميع المواطنين بمن فيهم غير المتعلمين الأميين، وهو ما من شأنه إيصال عناصر متطرفة وغير كفوءة للبرلمان»، منير العجلاني، أحد ممثلي المعارضة في البرلمان، قال أنه «لا يجوز إحداث أي تغيير في النظام الانتخابي قبل استحداث مجلس شيوخ يقوم بدور ضابط على مجلس العموم»، وحده حزب الشعب ممثلاً بناظم القدسي رفض التعليق سلبًا على التعديل. حين استقالت حكومة الجابري وتشكلت حكومة جميل مردم، استجابت الحكومة للضغوط الشعبية وقدّمت مشروع قانون انتخابي جديد في بداية 1947، وكان يبدو أن البرلمان سيرفض الإصلاح، في حين اقترح بعض الكتلويين حلاً وسطًا قائمًا على تخفيض النسبة من 100 مواطن للناخب الأولي، إلى 20 مواطن للناخب الأولي. في منتصف أبريل 1947، اندلعت مظاهرات شعبية في دمشق، وحلب، وحمص، وحماة، وأغلقت المحال التجارية والمعامل، وعكف الطلاب عن الذهاب للمدارس ما لم تقر الحكومة نظام انتخابي مباشر، فاضطر البرلمان لقبول اقتراح الحكومة، وإنهاء نظام 1928.